# Ван Велзен, Якоб
Якоб ван Велзен (нидерл.  Jacob Jansz. van Velsen; 1597, Делфт (Южная Голландия) — 16 сентября 1656, Амстердам) — голландский живописец Золотого века Нидерландов. Представитель Делфтской школы живописи, мастер групповых портретов и бытовых картин.

## Биография
Якоб ван Велзен родился в городе Делфт (Южная Голландия) в 1597 году, происходил из бедной семьи. В 1620-х годах обращается к бытовому жанру. В 1625 году вступает в делфтскую Гильдию Святого Луки. В 1626 году женился на богатой вдове Геертген Янс Крол, что обеспечило ван Велзену творческую свободу и безбедное существование. Так, ему не пришлось торговать картинами ради заработка; он выполнял только заказные работы, что обусловило большее разнообразие картин, которые, несмотря на наличие общих признаков, не тождественны друг другу. Считается, что художник не писал портретов, но картину «Художник перед мольбертом» (1631), выполненную на деревянной доске, расценивают как его автопортрет.
К началу 1630-х годов относятся первые многофигурные картины ван Велзена на тему «весёлых компаний», в которых чаще всего изображены горожане, весело проводящие время. Последние годы ван Велзен посвятил коллекционированию предметов искусства, скупал движимое и недвижимое имущество. Умер 16 сентября 1656 года в Амстердаме, но был похоронен в Делфте.

## Творчество

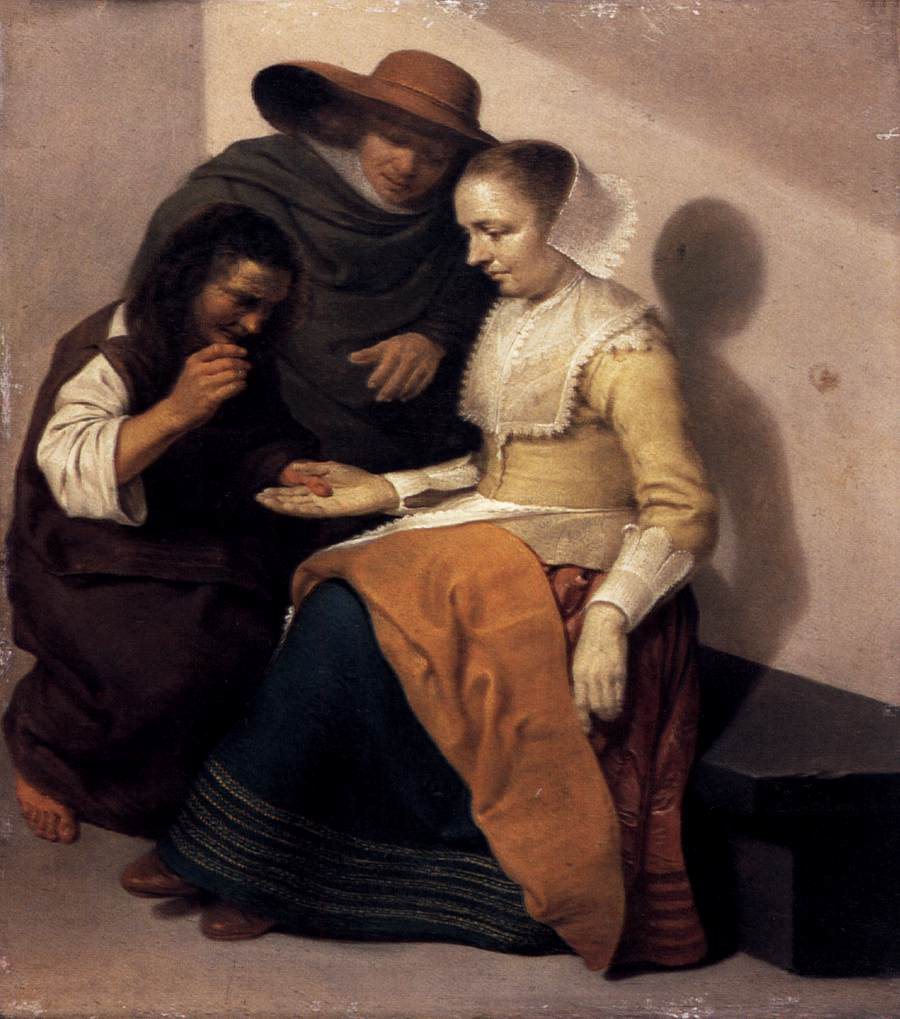
«Гадалка» (1631). Париж, Лувр

Уже в картинах раннего периода многие искусствоведы находят сходство с интерьерным, бытовым жанром другого представителя Делфтской школы живописи — Антони Паламедеса, которого даже называют в числе учителей ван Велзена. Однако, согласно аргументированной точке зрения, это мнение искусствоведов подвергается сомнению, так как последний писал картины в бытовом жанре начиная с 1620-х годов, а авторизованные полотна Паламедеса созданы не раньше 1632 года. Ван Велзен, более смелый колорист, в своих картинах использовал более энергичные, густые, сочные и пёстрые мазки, а его работы нередко выполнены в технике импасто. В критике отмечается, что мастера отличают «довольно пастозная манера живописи и контрастная светотень, благодаря чему действие в его картинах кажется более динамичным, а его герои — более энергичными». Хранящаяся в Эрмитаже картина «Чтение письма» (1633), наряду с «Музицирующим обществом» (Лондонская национальная галерея, 1631), относится к лучшим работам художника. Другой известной работой является «Гадалка» (1631, Париж, Лувр), представляющая собой трёхфигурную бытовую композицию, выполненную на светло-жёлтом фоне стены, на которую отбрасывается тень сидящей на скамье женщины.